# Honda Motocompo
Honda Motocompo — японский складной мопед, серийно выпускавшийся компанией Honda в 1981—1983 годах.

## История
Мопед разрабатывался как дополнение к автомобилям субкомпактного класса Honda City. Предполагалось, что, за счёт возможности взять с собой в багажнике автомобиля мопед, водитель, добравшись до промежуточной точки путешествия (например, кемпинга), сможет и далее передвигаться с относительным комфортом.
У мопеда складывались руль, сиденье и подножки, превращая его в коробку размером 1185×240x540 мм (самый маленький из двухколёсного транспорта Honda). Он выпускался в красном, жёлтом и белых цветах. Запуск двигателя был возможен только при поднятом сиденье. Типовой комплект электрооборудования включал фары, стоп-сигнал, поворотники и гудок.
11 ноября 1981 года начались продажи мопеда, одновременно с автомобилем Honda City. Цена на тот момент составляла 80000 иен. В телевизионной рекламе была задействована британская ska/2-tone группа Madness..
На внутреннем рынке планировалось ежемесячно продавать 8000 Honda City и 10000 мопедов. И если автомобиль достиг заданного уровня продаж, то Мотокомпо к концу выпуска в 1983 году было реализовано лишь 53369 (не более 3,000 в месяц).
Впоследствии, некоторые из сохранившихся мопедов дорабатывались владельцами для увеличения их максимальной скорости: устанавливались комплекты деталей Roadpal S для переделки КПП в двухскоростную, двигатели аналогичного объёма от Honda Dio, Yamaha Jog и даже 250-см³ Honda Freeway. Стандартный бензиновый двигатель AB12E имел мощность 2,5 лошадиные силы.

## В кинематографе
На широком экране мопед появляется в фильме 1995 года с участием Джеки Чана «Громобой» , а также в клипе группы Blackpink «Boombayah» (2016) 

### В аниме и манге
Motocompo — транспорт одной из героинь манги «Вы арестованы!», Нацуми Цудзимото, одноимённых аниме 1994-2008 (включая полнометражный выпуск 1999 года) и телесериала 2002 года TV Asahi.

### В сувенирной и игровой индустрии
Известны масштабные модели Honda Motocompo, выпускавшихся различными фирмами, в частности, «Bandai Model», несколько раз переиздававшаяся от «Imai» (1:12, 1981 год) (в т.ч.и как полицейский мопед из манги; с 2003 года эту же модель производит «Aoshima», а также AUTOart (1:18), Fujimi (1:24, вместе с Honda Today), Tamiya  и EBBRO (1:43) 